# Judith Lussier
Judith Lussier, née en 1983, est une journaliste, chroniqueuse et autrice féministe québécoise.

## Éducation
Judith Lussier est diplômée de l'Université de Montréal au baccalauréat bidisciplinaire en communication et politique depuis 2006.

## Carrière professionnelle
Judith Lussier collabore au magazine Urbania depuis 2004. Elle y est la première à aborder avec la politicienne Manon Massé le sujet de sa moustache que celle-ci arbore fièrement au mépris des plaisanteries,.   
De janvier 2013 à février 2017, elle tient la chronique hebdomadaire Prochaine Station dans le journal Métro. Le 2 mars 2017, elle annonce à ses lecteurs qu'elle abandonne sa chronique, à cause des attaques de trolls dont elle se dit victime sur les réseaux sociaux. Le 1er mars 2017, elle explique les raisons de cette démission sur ICI Radio-Canada Première, dans l'émission Médium Large, une émission de radio quotidienne animée par Catherine Perrin,. Elle recommence à écrire dans le journal Métro en décembre 2018.
Durant l'été 2013, elle anime l'émission Les Entretiens improbables, un magazine de société diffusé sur les ondes de la radio communautaire francophone CIBL 101,5 Montréal. Depuis 2015, elle est chroniqueuse à C'est Juste du web, une web-série hebdomadaire qui porte un regard critique sur les web-séries, web-documentaires et projets convergents. C'est juste du web est le pendant Internet de l'émission télé C'est juste de la TV.
Depuis avril 2016, elle co-anime avec la journaliste Lili Boisvert Les Brutes sur Télé-Québec, une web-série féministe diffusée sur le site de Télé-Québec,,,qui a reçu deux prix Gémeaux en 2018, ceux de la meilleure animation et de la meilleure émission ou série originale produite pour les médias numériques (magazine),.
Elle participe également à la rédaction du livre Sous la ceinture. Unis pour vaincre la culture du viol.
À l'automne 2018, elle fait partie de l'équipe de chroniqueurs de On se fera pas d'amis, en collaboration avec la chroniqueuse Manal Drissi, et les humoristes Érich Preach Étienne et Sébastien Ouellet. Cette web-série est diffusée sur le site web de Télé-Québec.

## Engagements féministes
Judith Lussier raconte, en 2020, lors d'un entretien pour l'Université de Montréal, que son engagement féministe est né lors de sa prise de conscience qui à suivi des remarques reçues la traitant de « féministe », qu'elle a jugée très agressives, dans le contexte de la parution d’un texte sans rapport avec le féminisme et alors qu'elle ne se considérait pas encore féministe; « La seule hypothèse qui pouvait expliquer cette réaction est qu’être une femme donnant son opinion dans l’espace public devient un geste féministe. J’ai ajusté mes lunettes à partir de ce moment-là. »
C'est à partir du moment qu'elle a été qualifié de féministe, qu'elle s'est sentie avoir une responsabilité sociale, mais elle affirme que les trolls l'ont épuisée et a pris une pause lors de laquelle est a écrit « On ne peut plus rien dire : le militantisme à l’ère des réseaux sociaux »

## Principaux ouvrages publiés
- Sacré dépanneur, 2010. En collaboration avec la photographe Dominique Lafond. Éditions Héliotrope.  (ISBN 9782923511207)[19] (2923511204)).
- Petit manuel du travail autonome : conseils et témoignages, 2013. Co-écrit avec Martine Letarte. Éditions La Presse.  (ISBN 9782897051396).
- L'aide à la procréation au Québec, 2014. Montréal : Éditions VLB. Collection : Point de vue  (ISBN 978-2-89649-569-6)[20]).
- On peut plus rien dire : Le militantisme à l’ère des réseaux sociaux, 2019. Montréal : Éditions Cardinal.  (ISBN 978-2-9246-4648-9)[21],[22]
- Annulé(e) : réflexions sur la cancel culture, 2021. Montréal : Éditions Cardinal.  (ISBN 978-2-9250-7839-5)[23]